# Принцеза Маргарита од Грчке и Данске
Принцеза Маргарита од Грчке и Данске (грч. Μαργαρίτα; 18. април 1905 — 24. април 1981) била је најстарије дијете и ћерка принца Андреја од Грчке и Данске и принцезе Алисе од Батенберга. Била је прво чукунунуче краљице Викторије и најстарија сестра принца Филипа, војводе од Единбурга.

## Биографија
Принцеза Маргарита је рођена 18. априла 1905. године у Краљевском двору у Атини. Била је сестра грчког и данског принца Филипа, супруга краљице Елизабете II. Имала је и три сестре: Теодору, Сесилију и Софију.

## Брак и дјеца
Маргарита се удала за принца Готфрида од Хоенлое-Лангенбурга 20. априла 1931. у Лангенбургу у Њемачкој. Готфрид је био син принцезе Александре од Сакс-Кобург и Гота, унук краљице Викторије преко њеног другог сина Алфреда, војводе од Сакс-Кобург и Гота, и његове супруге, велике војвоткиње Марије Александровне од Русије, ћерке Александра II. од Русије.
Готфрид је наслиједио свог оца као принц од Хоенлое-Лангенбурга 11. децембра 1950.
Са Готфридом је имала шесторо дјеце.

## Смрт
Принцеза Маргарита умрла је 24. априла 1981. у Лангенбургу, 21 годину након смрти свог мужа.